# Igreja Presbiteriana Tradicional do Brasil
A Igreja Presbiteriana Tradicional do Brasil foi uma denominação cristã reformada Calvinista brasileira, fundada em 1993 em Taguatinga, no Distrito Federal, pelo pastor Benon Wanderley Paes, que posteriormente voltou à Igreja Presbiteriana do Brasil.

## História

### Movimento do Neo Puritanismo
O Neo Puritanismo é movimento que surgiu no meio protestante reformado brasileiro a partir da década de 1990, tendo como principal objetivo, o retorno da tradição reformada original. O movimento afirma que as igrejas presbiterianas brasileiras tem sido tolerantes com o Pentecostalismo e também flexíveis em pontos doutrinários fundamentais.

### A Formação e Extinção da denominação
No ano de 1992, dentro da Igreja Presbiteriana do Brasil, surgiu um grupo de membros que buscavam uma visão mais conservadora em relação as relações com a igreja e o movimento pentencostal. Este grupo se desligou da denominação em dezembro de 1992, e em janeiro de 1993 formou uma nova denominação presbiteriana no Brasil. Possuiu apenas uma única igreja em Taguatinga, no Distrito Federal. Mesmo assim a igreja foi reconhecida internacionalmente, tendo seu nome relacionado entre as denominações reformadas brasileiras. Contudo, no ano 2008 o status do CNPJ da igreja foi baixado pela Receita Federal devido inaptidão e o Rev. Benon Wanderley Paes voltou à Igreja Presbiteriana do Brasil.

## Doutrina
A igreja confessava como seus símbolos de fé a Confissão de Fé de Westminster e os Cânones de Dort. Sendo assim, era oficialmente calvinista, pedobatista e seguia o sistema de governo presbiteriano. A IPTB afirmava as Cinco Solas, as doutrina da reforma como fundamentais de sua prática.  Além disso, a igreja era fortemente opositora aos movimentos pentecostais e carismáticos: era contra a prática de danças, não cria na continuidade do dom de línguas na atualidade e era conservadora no que tange ao uso de trajes. A igreja também tinha posições quanto a prática de jejuns e vigílias.
Os Presbiterianismo Tradicionais tinham uma visão de maior tolerância com o Catolicismo Romano porém condenavam os títulos atribuídos pelo Catolicismo a Maria, bem como sua devoção a ela.